# Oko sveta
Oko sveta je geografsko-obrazovni časopis koji opisuje razne predele i mesta širom sveta. Uz časopis dobijete i DVD, na kom se nalazi preko sat vremena snimljenog matrijala o predelu koji opisuje taj broj časopisa.

## Sadržaj časopisa
- film u trajanju od 75-100 minuta
- časopis

### Film
Uz svaki deo časopisa dobijete DVD, sa snimljenim materijalom, i naratorom. Film opisuje neki predeo, i traje od 75 do 100 minuta. Slika i zvuk filma su veoma visokog kvaliteta.

### Časopis
Časopis je od kvalitetnog papira, i pored toga što sadrži veoma veliki broj informacija, sadrži i veoma veliki broj slika i fotografija.

## Brojevi časopisa
Ovde će biti prikazan redosled izlaženja brojeva i časopisa koji su izašli.

#### Prva fascikla
- 1. broj - Nacionalni parkovi SAD
- 2. broj - Rim
- 3. broj - Grčka
- 4. broj - Kina
- 5. broj - Pariz
- 6. broj - Španija
- 7. broj - London
- 8. broj - Norveška
- 9. broj - Venecija
- 10. broj - Turska
- 11. broj - Hrvatska
- 12. broj - Izrael
- 13. broj - Transsibirska železnica
- 14. broj - Čile
- 15. broj - Prag
- 16. broj - Kikladi
- 17. broj - Sicilija
- 18. broj - Tibet
- 19. broj - Andaluzija
- 20. broj - Jordan

## Spoljašnje veze
- Zvanični sajt časopisa
- Zvanični sajt kompanije